# R. Prasanna

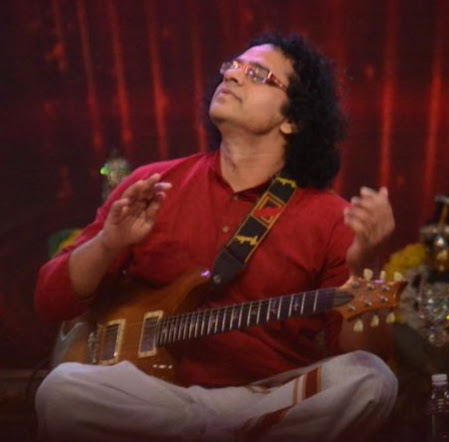
R. Prasanna (2015)

R. „Guitar“ Prasanna (* 2. Oktober 1970 in Coimbatore, Tamil Nadu) ist ein indischer Fusionmusiker (Gitarre, Komposition), der die karnatische Musik in Richtung Jazz erkundet.

## Leben und Wirken
Prasanna lernte sechs Jahre lang Gesang bei Tiruvarur Balasubramaniam und erhielt mehr als 20 Jahre lang Geigenunterricht bei A. Kanyakumari. Er studierte zunächst bis 1992 am Indian Institute of Technology und arbeitete nach dem Abschluss als Software-Ingenieur. Dann beschloss er eine Musikerkarriere zu verfolgen und studierte am Berklee College of Music in Boston, wo er 1999 seinen Master mit magna cum laude absolvierte. Er gründete die kollaborativen Bands Raga Metal Conversations mit Alex Skolnick und Anton Fig und Ragabop Trio, zunächst mit Steve Smith und George Brooks (gleichnamiges Album 2010 bei King Records), aus dem später ein Quintett (mit Varijashree Venugopal, Mohini Dey, Ghatam Karthick und Shyam Rao) wurde. Mit Vijay Iyer und Nitin Mitta bildete er das Trio Tirtha, das international auf Tournee war und ein gleichnamiges Album 2010 bei Act veröffentlichte.
Weiterhin arbeitete er mit A. R. Rahman, Aka Moon, Airto Moreira, Jordan Rudess, Esperanza Spalding, Joe Lovano, Ilaiyaraaja, Umayalpuram Sivaraman, Victor Wooten, Dweezil Zappa, Alex Acuña, Dave Douglas, Omar Hakim, Larry Coryell, T. K. Murthy, Anthony Jackson, Howard Levy und Trilok Gurtu.
Als Komponist arbeitete er auch für den Film; so komponierte er die Musik für den Dokumentarfilm Smile Pinki, der einen Oscar gewann, und die Musik zum Thriller Vazhakku Enn 18/9.

## Diskographische Hinweise
unter eigenem Namen
- All Terrain Guitar (Susila Music, 2016, mit Shalini Lakshmi, Natalie John, Dave Douglas, Rudresh Mahanthappa, David Binney, Vijay Iyer, Mike Pope, Bill Urmson, Rodney Holmes, Mauricio Zottarelli)
- Electric Ganesha Land (Susila Music, 2006)

als Mitmusiker
- A. R. Rahman Million Dollar Arm: Score and Sound Track (Walt Disney Records, 2014)
- Aka Moon Guitars (De Werf, 2002, mit Fabrizio Cassol, David Gilmore, Pierre Van Dormael, Michel Hatzigeorgiou, Stéphane Galland)